# Oltre il Colle
Oltre il Colle ist eine italienische Gemeinde (comune) mit 952 Einwohnern (Stand 31. Dezember 2023) in der Provinz Bergamo, Region Lombardei.

## Geographie
Oltre il Colle liegt 20 km nordöstlich der Provinzhauptstadt Bergamo und 70 km nordöstlich der Metropole Mailand auf 1030 m s.l.m. in den Bergamasker Alpen. Die Nachbargemeinden sind Ardesio, Cornalba, Oneta, Premolo, Roncobello und Serina.

## Sehenswürdigkeiten
- Die Pfarrkirche San Bartolomeo
- Die Kirche Santa Maria Maddalena (in Zambla)
- Die Kirche der heiligen Dreifaltigkeit (in Zorzone)

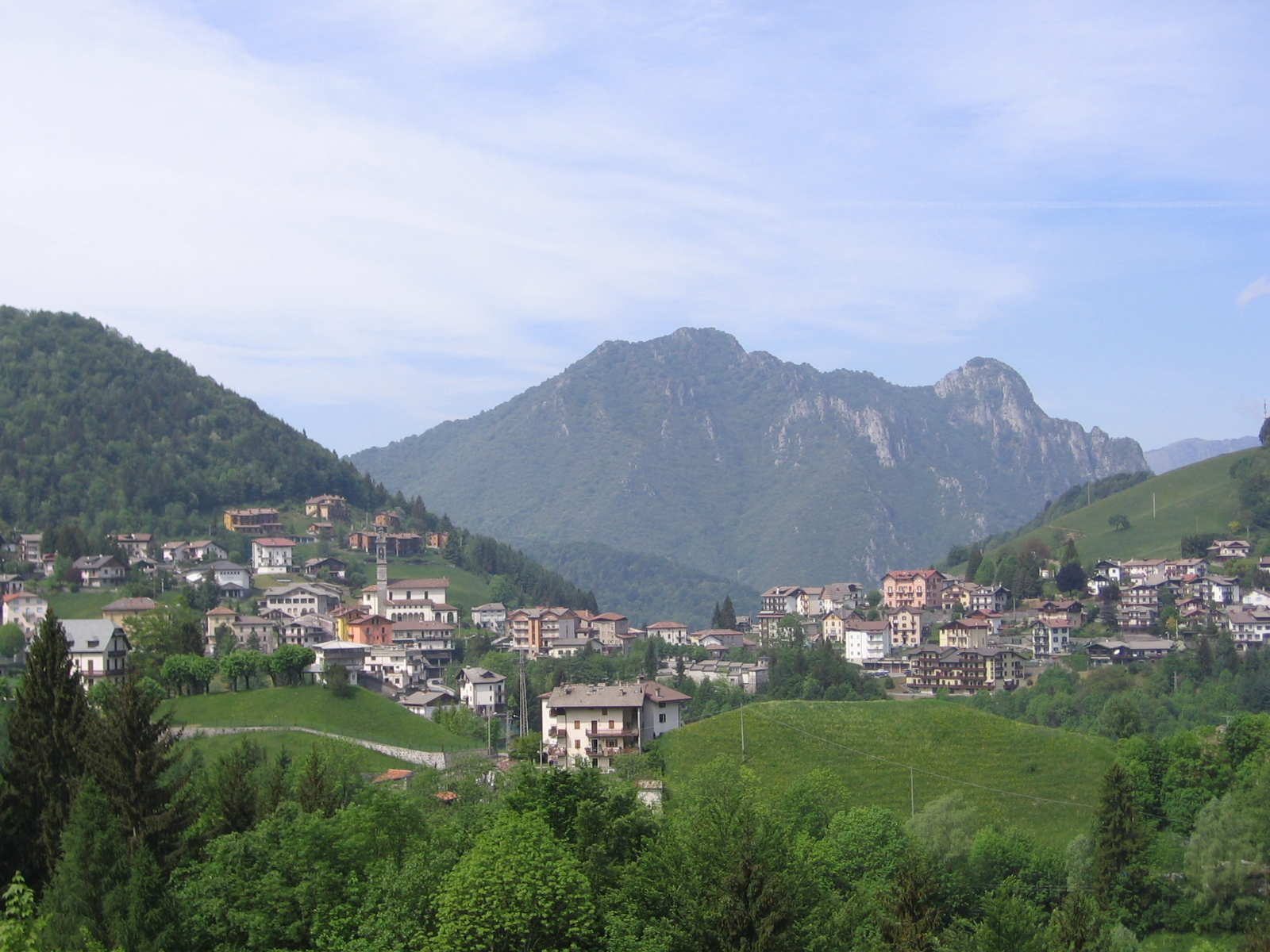
Oltre il Colle
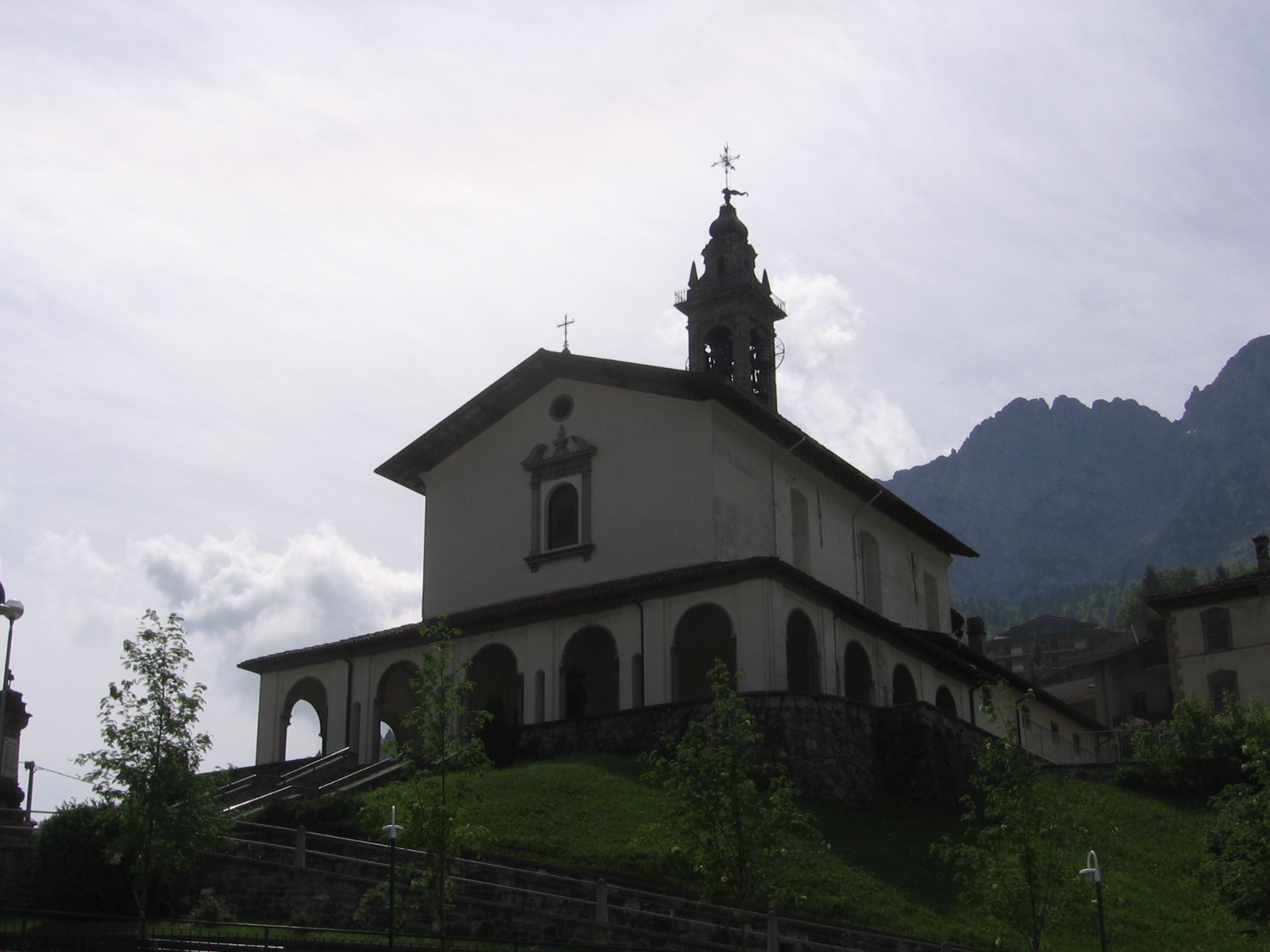
Pfarrkirche San Bartolomeo
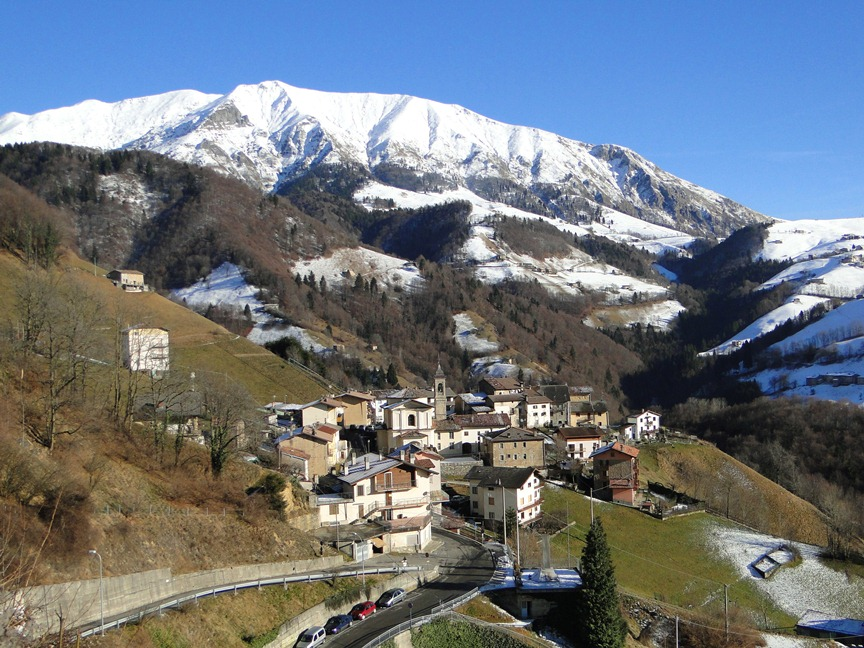
Ortsteil Zorzone
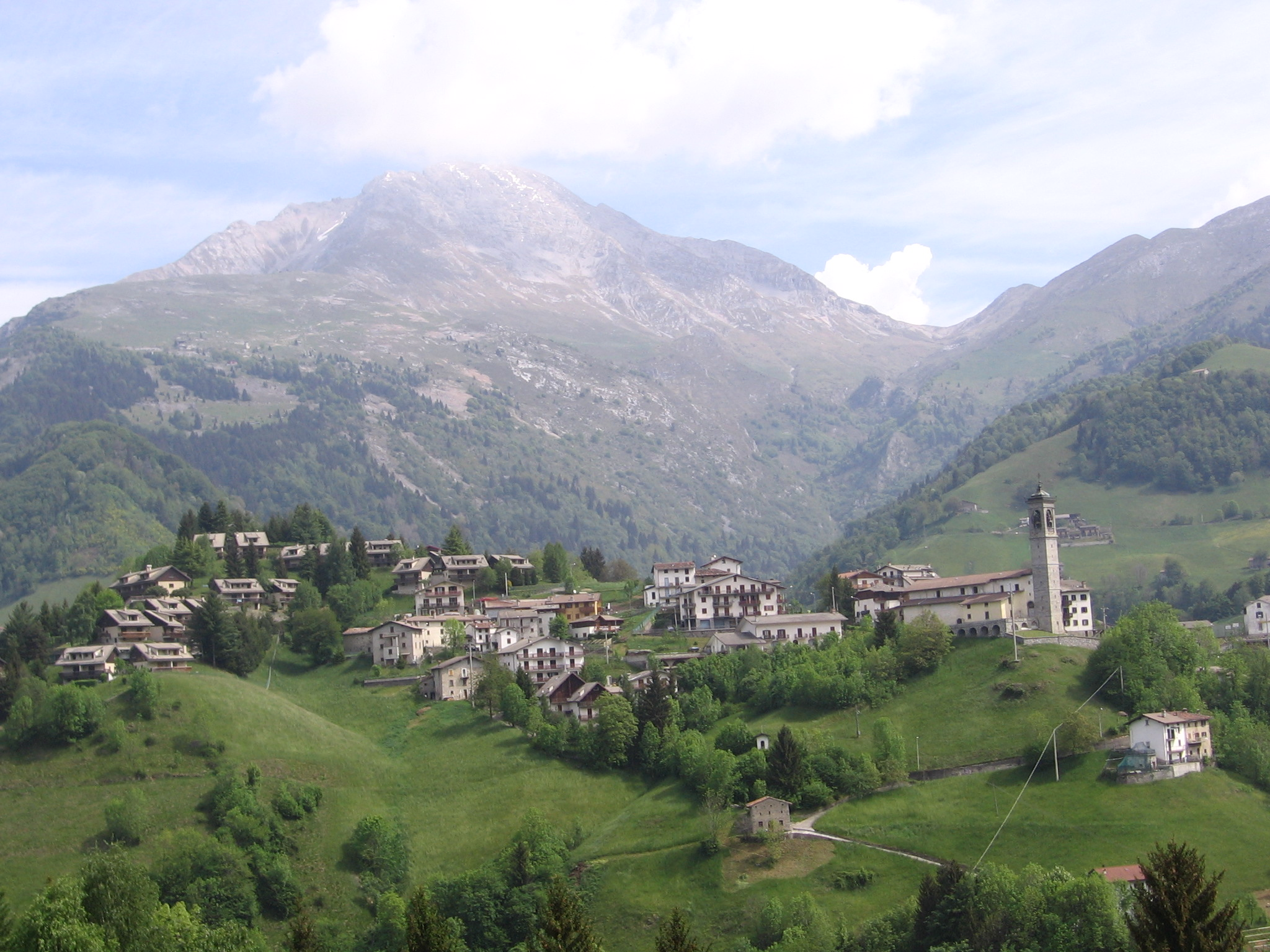
Ortsteil Zambla bassa mit dem Pizzo Arera (2512 m)

## Persönlichkeiten
- Benoît Carrara (1926–1993), Skilangläufer